# Wiershop
Wiershop là một đô thị thuộc huyện Lauenburg, trong bang Schleswig-Holstein, Đức. Đô thị Wiershop có diện tích 5,15 km², dân số thời điểm ngày 31 tháng 12 năm 2006 là 167 người.